# Dome Valley
Dome Valley est une zone rurale située dans le nord de la région d’Auckland de l’Île du Nord de la Nouvelle-Zélande.

## Situation
Elle est située entre les localités de Warkworth et de Wellsford.
La NZlSH et la branche gauche du fleuve Mahurangi circulent à travers toute la vallée.

## Démographie
Dome Valley est couverte par deux zones statistiques SA1, qui correspondent à une surface de 43,63 km2.
Dome Valley n’est qu’une partie de la Matakana#Zone statistique de Dome Valley-Matakana, qui est plus large.
Dome Valley avait une population de 249 habitants lors du recensement néo-zélandais de 2018, en diminution de 12 personnes (−4,6 %) depuis le recensement néo-zélandais de 2013, mais une augmentation de 24 personnes (10,7 %) depuis le recensement de 2006 en Nouvelle-Zélande.
Il y avait 75 logements, comprenant 126 hommes et 126 femmes, donnant un  sexe-ratio de 1 homme pour une femme, avec 48 personnes (19,3 %) âgées de moins de 15 ans, 30 personnes (12,0 %) âgées de 15 à 29 ans, 120 ans (48,2 %) âgées de 30 à 64 ans et 45 personnes (18,1 %) âgées de 65 ans ou plus.
L’ethnicité était pour 86,7 % européens (en) /Pākehās, 10,8 % Māori, 1,2 % personnes du Pacifique (en), 8,4 % d’origine asiatique (en), et 2,4 % d’une autre ethnicité.
Les personnes peuvent s’identifier de plus d’une ethnicité en fonction de l’ origine de leurs parents.
Bien que certaines personnes choisissent de ne pas répondre à la question du recensement concernant leur affiliation religieuse, 68,7 % n’ont aucune religion, 24,1 % sont chrétiens (en) et 1,2 % sont musulmans.
Parmi ceux d’au moins 15 ans d’âge, 45 personnes (22,4 %) ont une licence ou un degré universitaire supérieur et 33 personnes (16,4 %) n’ont aucune qualification formelle.
30 personnes (14,9 %) gagnent plus de 70,000 $ comparées aux 17,2 % au niveau national.
Le statut d’emploi de ceux d’au moins 15 ans d’âge était pour 96 personnes (47,8 %) un emploi à plein temps, pour 36 personnes (17,9 %) un emploi à temps partiel et 9 personnes (4,5 %) sont sans emploi.

## Controverse sur le site d’enfouissement
Une proposition controversée était de construire un site d’enfouissement  dans le secteur; qui fut la cause de mouvement de protestations et de démonstrations de la part des groupes environmentaliste de la cité d’Auckland au début des années 2020 ,,.
Il fut néanmoins approuvé malgré une vive opposition, et « Waste Management New Zealand » devrait le construire et assurer son fonctionnement sur une surface de 60 hectares de site d’enfouissement avec avoir obtenu les autorisations 
Cette proposition était très controversée parce qu’il aurait un important impact écologique  sur le secteur ;
il pourrait contaminer la circulation de l’eau localement, et en particulier le bassin versant du mouillage nommé Kaipara Harbour (en).
La gestion des déchets par « Waste Management New Zealand » a donné lieu plus tard à une application avec un plan de changement pour utiliser jusqu'à 1 000 hectares de terres au niveau du site de Dome Valley qui avait été reconnu comme un " Quartier de la décharge". 
Les changements dans le plan initial furent plus tard écartés par le Conseil d’Auckland,.

## Attractions
Attractions dans le secteur de Dome Valley inclut le « Sheepworld » la première vitrine pour la présentation des moutons et de la production de la laineen Nouvelle-Zélande .
le chemin de randonnée de la forêt de Dome (en), est un sentier de marche passant à travers la forêt de Dome et le " Dome Valley Gun Club" 